# Ketewan Geladse

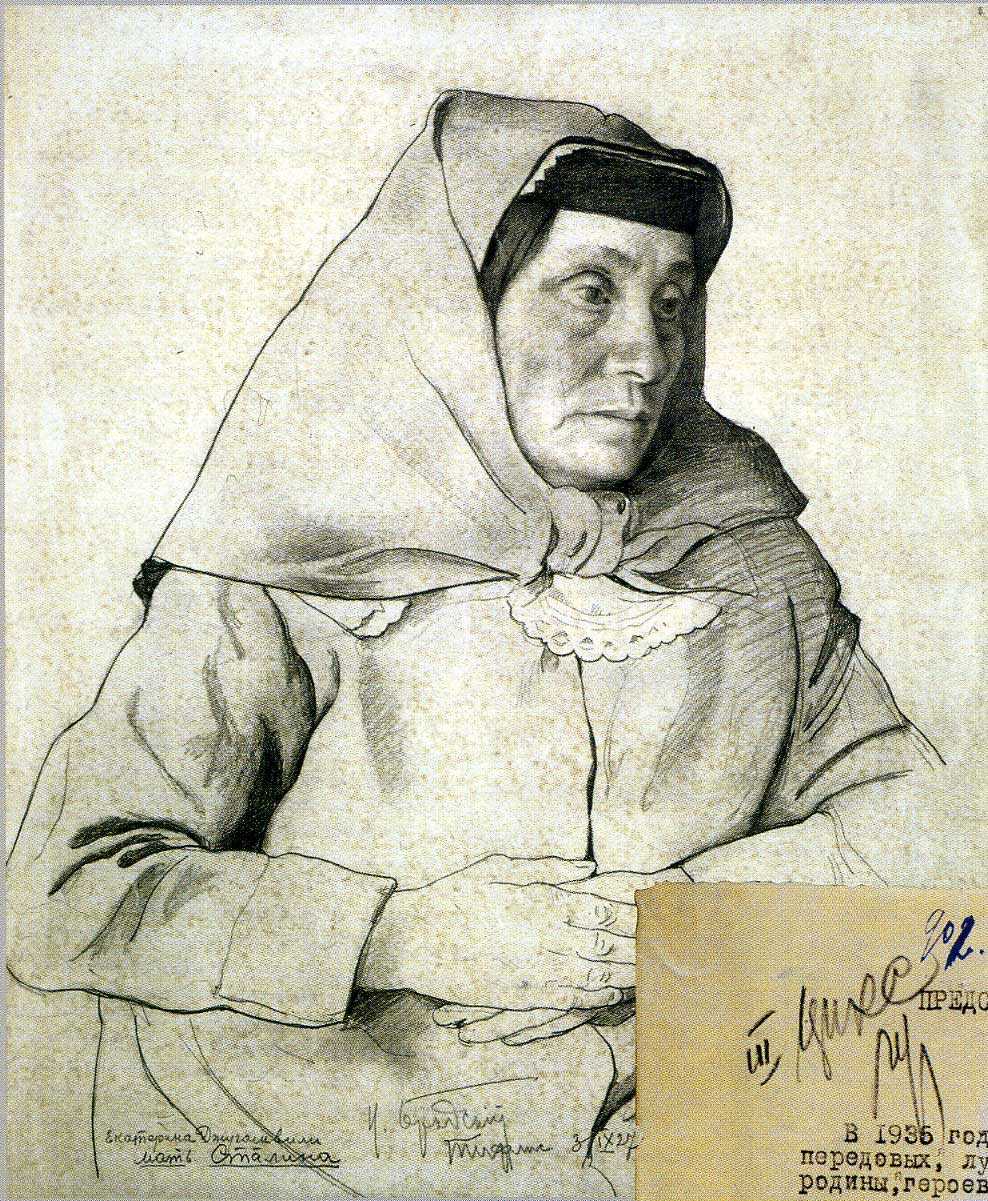
Ketewan Geladse, 1936 (im Alter von 81 Jahren)
Zeichnung von Isaak Brodski

Ketewan (Keke) Geladse (georgisch ქეთევან (კეკე) გელაძე, russisch Екатерина Георгиевна Геладзе, Jekaterina Georgijewna Geladse; * 1855 in Gambareuli bei Gori, Innerkartlien, Russisches Kaiserreich; † 13. Mai 1937 in Tiflis, Georgische SSR) war die Mutter Josef Stalins. Sie arbeitete als Putzfrau, Hausmädchen, Wäscherin und Näherin.

## Leben
Ketewan Geladse wurde als Tochter des leibeigenen Bauern Glacho Geladse im heutigen Georgien geboren. Sie hatte zwei Brüder. Die Familie wurde 1861 aus der Leibeigenschaft entlassen, zog nach Gori, wo der Vater als Gärtner arbeitete. Der Vater starb früh und die Brüder übernahmen den Broterwerb. Die Mutter kümmerte sich darum, dass sie Lesen und Schreiben lernte. Als junges Mädchen arbeitete sie als Putzfrau.
Am 17. Mai 1872 heiratete sie den zwei Jahre älteren Schuhmacher Bessarion Dschugaschwili. Mit ihm hatte sie drei Kinder: Micheil (* 14. Februar 1875), Giorgi (* 24. Dezember 1876) und Iosseb (* 6. Dezember 1878), den späteren Führer der KPdSU und Diktator Stalin. Die beiden Erstgeborenen verstarben wenige Monate nach der Geburt. Nur der Drittgeborene überlebte.
Das Familienleben war zunächst von Wohlstand geprägt. Dschugaschwili machte sich selbständig, beschäftigte zehn Arbeiter und verschiedene Lehrlinge. In den frühen 1880er Jahren entwickelte er sich jedoch zum streitsüchtigen Alkoholiker, der sein Geld in Schnaps anlegte, Frau und Sohn regelmäßig verprügelte. 1888 verließ Dschugaschwili Geladse, ohne sich scheiden zu lassen.
Um den Lebensunterhalt für sich und ihr Kind zu finanzieren, arbeitete Geladse bereits in ihrer Ehezeit als Hausmädchen, Wäscherin und Näherin für wohlhabende Familien. In dieser Zeit soll sie angeblich auch außereheliche Beziehungen gehabt haben.
Geladse bemühte sich, aus ihrem Sohn einen georgisch-orthodoxen Priester zu machen, meldete ihn 1888 auf der kirchlichen Schule in Gori an. 1894 motivierte sie ihn, mit einem Stipendium auf das Theologische Seminar nach Tiflis zu wechseln. Seit dieser Zeit stand sie mit ihm in losem Briefkontakt. Er sandte ihr Fotos, Geld und Medizin.
Nach der sowjetischen Invasion Georgiens 1921 quartierte er sie im Palast des früheren russischen Vizekönigs, dem heutigen Jugendpalast, am Rustawelis Gamsiri in Tiflis ein, wo sie einen Raum bewohnte. Georgiens GPU-Chef Lawrenti Beria stellte ihr nach 1927 mehrere Leibwächter. Besuche des Sohnes gab es nur selten. Je mehr Stalin seine Schreckensherrschaft ausbaute und seine tatsächlichen und vermeintlichen Gegner liquidieren ließ, desto größer wurde die Entfremdung zwischen Sohn und Mutter. Denn er konnte es nicht ertragen, dass seine Mutter ihm gegenüber weiterhin offen ihre Meinung sagte. Das letzte Treffen fand 1935 in Tiflis statt, als seine Mutter gesundheitlich schwer angeschlagen war.
Nach ihrem Tod wurde Ketewan Geladse auf dem Pantheon am Berg Mtazminda in Tiflis beigesetzt. Stalin nahm an dem Begräbnis nicht teil, sondern ließ sich durch Lawrenti Beria vertreten.